# 宽鳞耳蕨
宽鳞耳蕨（学名：Polystichum latilepis）为鳞毛蕨科耳蕨属下的一个种。

## 扩展阅读
- 維基物種上的相關：宽鳞耳蕨